# Bels Broek
Het Bels Broek en Heide is een deelgebied van het Grote Netewoud in de gemeenten Geel en Meerhout. Het is gelegen aan de rechteroever van de Grote Nete, hier Meerhoutse Nete genoemd, en bestaat uit stuifduinen, broekbossen en heide. Het Bels Broek en Heide ligt in habitatrichtlijngebied. Het is vernoemd naar de nabijgelegen plaats Bel.
Omdat de stuifzandduinen in het verleden bedekt werden met berken zijn ze momenteel gefixeerd. Het beheer van het gebied is erop gericht de bomen te verwijderen zodat de duinen opnieuw kunnen stuiven. Om die dynamiek te bevorderen is het een van de weinige reservaten waar bezoekers vrij mogen rondlopen zodat de duinen open blijven.
Op 6 december werd de erkenning als natuurreservaat verleend aan het Bels Broek en Heide. Natuurpunt is eigenaar van het stukje van het natuurgebied en zorgt mee voor het beheer.